# Igor Petrovics Horosev
Igor Petrovics Horosev (oroszul: Игорь Пeтpoвич Хорошев; Moszkva, 1965. július 14.) orosz billentyűs, egyebek közt a Yes két stúdiólemezén (Open Your Eyes, The Ladder), valamint egy koncertlemezén (House of Yes) is szerepelt. Jelenleg az Amerikai Egyesült Államokban él.

## Élete
Négyéves korától vett zongoraleckéket, de a későbbiek folyamán megtanult harsonán, vadászkürtön, gitáron és dobon is játszani. Zenéből diplomázott.
Az 1990-es évek elején elköltözött Bostonba, ahol egyebek között Benjamin Orr-ral dolgozott a The Cars-nál. Khoroshev találkozott Carl Jacobsonnal, a Cakewalk szoftvercég emberével. Jacobson alkalmazta Khoroshevet, aki ezalatt a Cakewalk Pro Audio 9 zenéjét szerezte, de emellett bemutatta őt a Yes énekesének, Jon Anderson-nak. 1998-tól 2000-ig volt az együttes hivatalos tagja.
1999-ben kiadta Piano Works című szólóalbumát, részt vett az ELP-tribute lemezen, az Encores, Legends and Paradox-on is. Mióta elhagyta a Yest, főként filmzenéken dolgozik.